# Piennes
Piennes é uma comuna francesa na região administrativa de Grande Leste, no departamento de Meurthe-et-Moselle. Estende-se por uma área de 4,67 km². Em 2010 a comuna tinha 2 546 habitantes (densidade: 545,2 hab./km²).